# Goulburn
Goulburn är en stad och huvudort för kommunen Goulburn Mulwaree i New South Wales i Australien, liksom stiftsstad för det anglikanska stiftet Diocese of Canberra and Goulburn. Den var tidigare stiftsstad för motsvarade stift inom katolska kyrkan. Staden ligger vid sammanflödet av floderna Mulwaree och Wollondilly. Vid folkräkningen 2021 uppgick antalet invånare till 23 963.
Fynd talar för att Australiens aboriginer har vistats i trakten runt Goulburn i flera tusen år. Flera platser som bebyggts under Goulburns tillväxt hade tidigare använts av aboriginerna som mötesplatser. Platsen där staden kom att byggas på besöktes av européer först 1818, varefter man började anlägga boskaps- och fårstationer under 1820-talet. Den första stadsplanen för Goulburn stadfästes 1829 och staden flyttades till dess nuvarande läge 1833.
Goulburn utvecklades till ett handels- och förvaltningscentrum. Goulburns järnvägshistoria började på 1840-talet och den anslöts till huvudstaden Canberra med järnväg 27 maj 1869. Järnväg kom att bli stadens huvudindustri. Stadens övriga inkomstkällor har varit ullproduktion och turism. Både Goulburns och omnejdens omfattande ullproduktion symboliseras i staden av sevärdheten Big Merino, en betongbagge på ungefär 100 ton. Staden har flera museer och arrangerar olika festivaler.

## Etymologi och andra namn
Upptäcktsresenärerna Hamilton Hume och James Meehan besökte området för Goulburn 1818. Meehan föreslog att döpa området till Goulburn Plains till ära av Henry Goulburn, som var Storbritanniens Under-Secretary of State for War and the Colonies (ungefär: Ställföreträdande krigs- och koloniminister). Förslaget godkändes av New South Wales guvernör Lachlan Macquarie. Australiens aboriginer kallar området runt Goulburn för Barbing eller Burbong. Namnet ska beteckna ett område som anses ha stor kulturell betydelse för aboriginerna.
Goulburn har smeknamnet Lilac City. Namnet härleds från det stora antalet syrener, på engelska kallade lilacs, som Goulburns nybyggare planterade. Goulburn har tidigare rubricerats som Inland Capital of NSW (sv. New South Wales inlandshuvudstad). Goulburn har även kallats Queen City of the South (sv. Söderns drottningstad).

## Historia

### Aboriginsk och tidig europeisk historia (tiden före 1820)
Vid utgrävningar utförda på platser i Goulburn Mulwaree har man påträffat fynd med anknytning till aboriginerna, som daterats till mellan 1 000 och 3 000 år före vår tideräkning. Utgrävningar utanför kommunens gränser talar för människoaktivitet för cirka 21 000 år sedan. Det har föreslagits att det fanns flera aboriginska stammar i trakten. Bland dessa kan nämnas stammarna Mulwaree, Tarlo och Burra Burra. Stammarna ska ha bildats genom släktband och gemensamma trossystem och seder. Andra menar att alla aboriginer i området hörde till stammen Mulwaree. Goulburn låg på gränsen mellan två större aboriginska språkgrupper: Norr om Goulburn fanns gruppen Gandangara, och söder om staden Ngunawal. Områdets geografi gjorde att aboriginerna kunde åka längre avstånd och på så vis ha kontakt med andra stammar. Flera platser som kom att bebyggas under Goulburns tillväxt hade tidigare använts av aboriginerna som mötesplatser. Bland dessa kan nämnas Goulburn Railway Station, East Goulburn Anglican Church och All Saints’ Church i stadsdelen Eastgrove. Ett antal aboriginer begravdes på en kulle öster om Landsowne House  Goulburns sydöstra distrikt. Detta område har till viss del bebyggts.
I mars 1798 ledde John Wilson en upptäcktsresa som nådde Mount Towrang, cirka tio kilometer öster om Goulburn. Wilson ska där ha konstaterat att "vi minsann tror att ursprungsbefolkningen har aldrig vistats i den här delen av landet". Möjliga förklaringar till att Wilson inte träffade någon aborigin är deras glesa befolkning, att aboriginerna undvek kontakt av trygghets- eller blyghetsskäl och att de rörde sig över större områden. Den europeiska befolkningens nästa vistelse i trakten skedde 1814. Det året besökte Hamilton Hume, James Meehan och Charles Throsby området för Goulburn. Hume skulle därefter, enligt egen utsago, besöka området varje år fram till 1818.
Hume, Meehan och Throsby tog sig 1818 till trakten runt Marulan, där Throsby skildes från de andra och fortsatte mot kusten. Under den fortsatta resan ska Meehan ha upptäckt vattendraget Mulwaree River. Två år senare var Meehan åter i trakten, denna gång i sällskap med guvernör Lachlan Macquarie. Paret passerade det som senare skulle bli stadsdelen Eastgrove och slog läger nära platsen för Landsdown Bridge. Meehan föreslog att området skulle döpas till Goulburn Plains till ära åt Henry Goulburn. Förslaget godkändes av Macquarie. Platsen för själva Goulburn besöktes för första gången detta år.

### Från grundläggning till järnväg (1820–1869)

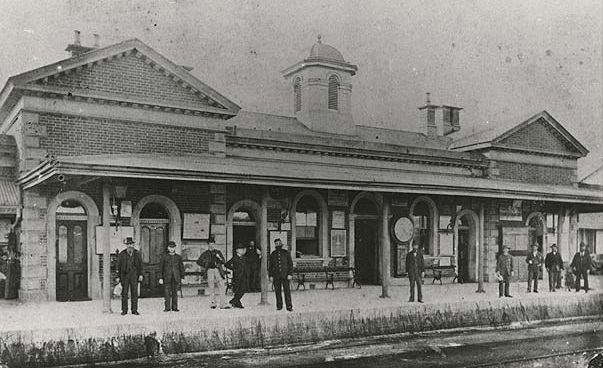
Goulburn Railway Station cirka 1870.

Under decenniet efter Meehan och Macquaries besök etablerades minst 20 stationer runtom i trakten, vilka arbetade med såväl får- som boskapsproduktion. Flera drevs av söner till jordägare bosatta i Sydney. De första personer av betydelse för Goulburns grundläggning som bosatte sig i området var Andrew Allan och hans hustru, som kom till trakten cirka 1825. En stadsplan för orten, då benämnd Goulburn Plains, bereddes 1828 och stadfästes året därpå. En lantmätare ditskickad för att staka ut desseinen föreslog en större stad. Detta stadfästes 1 oktober 1829. Båda planerna tros ha sitt ursprung i ett förslag att få före detta soldater att bosätta sig i Goulburn. Utöver detta har det konstaterats att trakten var i behov av en stad som kunde fungera som handels- och förvaltningscentrum. Området kom senare att bli North Goulburn. Ortens läge nära sammanflödet av Wollondilly River och Mulwaree River gjorde den sårbar för översvämningar. Av denna anledning beordrade kolonins guvernör under ett besök i juni 1832 en flyttning mot sydväst. Goulburns invånare yrkade under besöket för en direkt väganslutning till landets huvudstad Canberra.
Under 1830-talet växte Goulburn som serviceort för såväl nybyggarna i trakten som personer som sysslade med godstransport. Under decenniet blev området ett av kolonins bästa för ullproduktion, en produktion som blev allt viktigare för Goulburn. Sekundärindustrier till jordbruket kom igång under 1830- och 1840-talen, dock i begränsat omfattning då varorna inte var prismässigt konkurrenskraftiga på Sydneymarknaden på grund av höga transportkostnader. Stadens befolkning uppgick till 1 171 år 1846, och fem år senare 1 526. Goulburns järnvägshistoria började på 1840-talet, med sammanträden 1846 i både Goulburn och Sydney som syftade till att sammanbinda de två städerna med en järnväg. Under stadsutvidgningarna hade en markremsa mellan Mulwaree River och Sloane Street, där järnvägen kom att anläggas, reserverats som rekreationsområde. Guldrusher i Braidwood och Tuena ledde till att Goulburns befolkning krympte något innan den senare steg till 1 779 år 1856. Bakom tillväxten låg stadens roll som serviceort för folk på väg mot guldfälten. Vid början av 1860-talet var Goulburns befolkning 3 241. Genom ett kungligt brev utfärdat 1863 av Viktoria av Storbritannien bildades ett anglikanskt stift med Goulburn som stiftsstad. Goulburn blev därmed en city, den sista staden i brittiska imperiet att tilldelas statuset city genom ett kungligt brev. Järnvägen från Sydney invigdes 27 maj 1869.

### Tillväxt och lågkonjunktur (1869–1910)

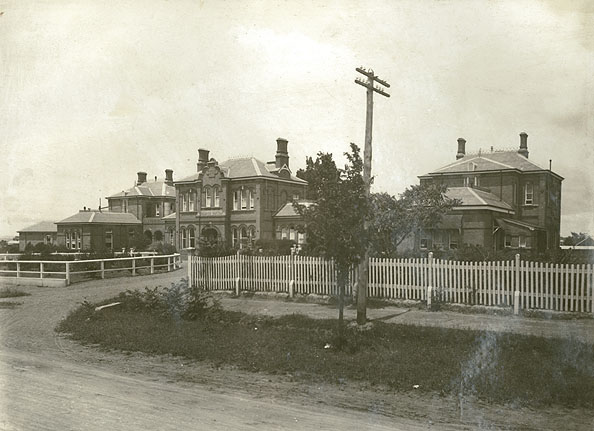
Goulburns sjukhus cirka 1889.

Invånarantalet 1871, två år efter järnvägens invigning, uppgick till 4 453. Goulburn var järnvägens slutstation fram till 9 november 1875 då sträckan mot Gunning togs i bruk. Under denna tid hann staden utvecklas till en plats dit varor forslades för vidare transport med tåg. Med tåg kunde godstransport till Sydney som förr tagit veckor utföras på timmar och till en över 90 procent lägre kostnad. Utöver detta kom järnvägen att utvecklas till Goulburns huvudindustri. År 1881 var Goulburn kolonins tredje största stad, efter Sydney och Newcastle. Goulburn, likaså kolonin i övrigt, expanderade kraftigt under decenniets början och stadsdelarna City View, Eastgrove, Garfield, Ifield och North Goulburn etablerades. Mellan 1881 och 1888 byggdes i snitt nästan 130 hus varje år i Goulburn. Antalet hus uppgick 1888 till 2 050.
Goulburn fick sina stadsprivilegier i mars 1885 av kronrådet, i enlighet med lagen Crown Lands Act 1884. Mellan 1891 och 1895 befann sig kolonin i en lågkonjunktur och dess ekonomi krympte med 30 procent. Ekonomin växte igen till följd av ökad veteodling och mejeriproduktion, något som Goulburn på grund av dess läge inte drog nytta av. Stadens befolkning minskade från 10 916 år 1891 till 10 023 år 1911. Stadsdelen Kenmore byggdes ut under perioden. Där anlades mentalsjukhuset Kenmore Lunatic Asylum år 1894, följt av en grundskola som öppnades 1906 och ett större katolskt barnhem. Närmare stadskärnan anlades under 1900-talet nya polislokaler, en katolsk prästgård byggdes ut och flera företag antingen flyttade eller byggde ut sina lokaler.

### Krig, lågkonjunkturer och huvudstaden (1911–1970-talet)
Den ekonomiska återhämtningen som Goulburn upplevde under början av 1900-talet fortsatte under 1910-talet. Under decenniet beviljades bygglov för ungefär 30 hus per år under minst halva decenniet, och stadens första kraftverk och reningsverk togs i bruk. Genom tidskriftsartiklar och filmer marknadsförde sig Goulburn till företag, investerare och turister. Under det påföljande decenniet fortsatte bygget vilket nådde sin höjd mellan 1926 och 1927. Flera bostadsområden anlades och antalet bebodda bostäder i staden steg från 1 985 år 1911 till 3 248 år 1933. Under samma tidsperiod växte befolkningen från 10 028 till 14 349.
Den stora depressionen innebar ett hinder för Goulburns tillväxt. Mellan 1928 och sena 1930-talet uppfördes få byggnader i Goulburn. Ett ullverk uppfört 1922 stängdes 1929 och i dess plats kom ett textilföretag. Ullgrossister grundades 1930 och 1934 och innebar nya ekonomiska initiativ. Ullhandeln lockade köpare från utlandet till staden. Byggnader uppförda i samband med ullhandeln var bland de viktigaste för Goulburn under denna tid. Goulburn utsågs år 1939 till ett ullbedömningscentrum av Central Wool Committee.
Mellan 1939 och 1945 befann sig Goulburn i en torrperiod, som ledde till minskad aktivitet ute på landsbygden. Även de reserestriktioner som infördes på grund av andra världskriget påverkade detaljhandeln negativt. Under krigsåren uppfördes bland andra ett ullager och en ammunitionsfabrik (som sedermera blev en textilfabrik), medan få bostäder beviljades bygglov. Efter krigsslutet kom från regeringshåll löften om decentralisering och år 1951 tog kommunen ett nytt slakteri i bruk. Åren 1945–1953 byggde delstaten 135 nya bostäder i Goulburn och två nya grundskolor invigdes 1952.  Stadens befolkning ökade från 15 991 år 1947 till 19 187 år 1954.
Vid mitten av 1950-talet beräknade kommunen att stadens befolkning skulle växa till 30 000. Mellan 1954 och 1971 var befolkningstillväxten i Goulburn bland delstatens lägsta och befolkningen ökade med 2 413 personer. Landets huvudstad, Canberra, växte kraftigt och det i New South Wales belägna Queanbeyan också växte. Canberra började dominera regionen och lockade unga från Goulburn. Goulburn förblev dock områdets förvaltningscentrum. Den ökande bilismen ledde till flera ansökningar om bygglov för bensinstationer och motell.

### Förbifarten och turismen (1970-talet–idag)
Efter 1970-talets lågkonjunktur drog Goulburn nytta av delstatens decentraliseringspolicy. Delstatens polishögskola flyttades 1984 från Sydney till Goulburn och har sedan dess utökats. Fängelset uppgraderades 2001 för att omfatta en avdelning i säkerhetsklassen Super Maximum. Den ungefär 100 ton stora sevärdheten Big Merino invigdes 1985. Den föreställer en betongbagge och symboliserar stadens och omnejdens ullindustri. Ett nytt kommunhus hade planerats sedan 1970-talet. Anläggningen uppfördes 1989 och omfattade utöver kommunhuset även ett bibliotek och ett konstgalleri. Kommunen ingick 1990 ett avtal med järnvägsmyndigheten att disponera lokstallet Goulburn Roundhouse med avsikt att ett järnvägsmuseum skulle etableras. Strukturella förändringar och industrireform ledde till att kommunens befolkning minskade åren 1990–2000.
I en utredning från 1981 av de följder en föreslagen förbifart skulle innebära för Goulburn förutspåddes en dyster utveckling av detaljhandeln. I utredningen poängterades dock att stadens ekonomi inte var beroende av turisttrafiken. Förbifarten Goulburn Bypass invigdes 1992 och fick som följd att industrier i stadskärnan som betjänande motorvägstrafiken minskade. I deras plats kom nya företag. Redan före invigningen hade kommunen inlett ett program för att anpassa huvudgatan, Auburn Street, efter fotgängares behov. Vidtagna åtgärder syftade till att agera trafikdämpande och att, där så var möjligt, öka fotgängarnas säkerhet genom att minska gatukorsningsavstånd. Efter förbifartens tillkomst har kommunen verkat för att främja nya företag och evenemang. Big Merino flyttades 2007 för att vara närmare motorvägens avfart. En utbyggnad vilken mer än fördubblade Rocky Hill War Memorial and Museums utställningsutrymme invigdes juni 2020. En ny lokal för scenkonst, Goulburn Performing Arts Centre, invigdes 25 mars 2022.

## Naturgeografi

### Hydrografi
Goulburn ligger omedelbart uppströms om floderna Mulwaree Rivers och Wollondilly Rivers sammanflöde. Mulwaree River har sin källa cirka tre kilometer nordväst om Mount Fairy Railway Station. Floden löper cirka 68 kilometer norrut mot Goulburn där den möter Wollondilly River. Uppströms om Goulburn har vattendraget ett avrinningsområde på 770 kvadratkilometer. Wollondilly River har sin källa i den södra delen av Blue Mountains och löper först söderut och sedan österut för att nå Goulburn. Uppströms om Rossi Weir i Goulburn är dess avrinningsområde 708 kvadratkilometer. Wollondilly River fortsätter mot Lake Burragorang som är en del av Sydneys vattenförsörjning. Historiskt sett är översvämningar i Goulburn sällsynta men har stor påverkan på staden.

### Klimat
Goulburn Mulwaree har ett subtropiskt höglandsklimat präglat av heta somrar och svala vintrar. Det framtida klimatet förväntas bli såväl varmare som torrare.
Genomsnittliga temperaturer och nederbördsmängder vid Goulburn Airport, månadsvis, baserat på mätningar 1991–2020:
|                                            | Jan  | Feb  | Mar  | Apr  | Maj  | Jun  | Jul  | Aug  | Sep  | Okt  | Nov  | Dec  |
| ------------------------------------------ | ---- | ---- | ---- | ---- | ---- | ---- | ---- | ---- | ---- | ---- | ---- | ---- |
| Normaldygnets maximitemperaturs medelvärde | 28,3 | 26,4 | 23,8 | 20,0 | 15,9 | 12,5 | 11,8 | 13,4 | 16,6 | 20,0 | 23,2 | 26,0 |
| Normaldygnets minimitemperaturs medelvärde | 12,9 | 12,7 | 10,1 | 5,8  | 2,5  | 1,3  | 0,3  | 0,5  | 3,0  | 5,3  | 8,3  | 10,8 |
|                                            |      |      |      |      |      |      |      |      |      |      |      |      |
| Nederbörd                                  | 49,0 | 55,5 | 40,4 | 25,9 | 31,7 | 57,4 | 31,7 | 42,9 | 44,0 | 50,4 | 54,6 | 54,8 |

| Diagram | temperaturer i °C • månadsnederbörd i mm • Källa: | temperaturer i °C • månadsnederbörd i mm • Källa: | temperaturer i °C • månadsnederbörd i mm • Källa: | temperaturer i °C • månadsnederbörd i mm • Källa: | temperaturer i °C • månadsnederbörd i mm • Källa: | temperaturer i °C • månadsnederbörd i mm • Källa: | temperaturer i °C • månadsnederbörd i mm • Källa: | temperaturer i °C • månadsnederbörd i mm • Källa: | temperaturer i °C • månadsnederbörd i mm • Källa: | temperaturer i °C • månadsnederbörd i mm • Källa: | temperaturer i °C • månadsnederbörd i mm • Källa: | temperaturer i °C • månadsnederbörd i mm • Källa: |
|         | 49 28 13                                          | 56 26 13                                          | 40 24 10                                          | 26 20 6                                           | 32 16 3                                           | 57 13 1                                           | 32 12 0                                           | 43 13 1                                           | 44 17 3                                           | 50 20 5                                           | 55 23 8                                           | 55 26 11                                          |

## Styre och politik

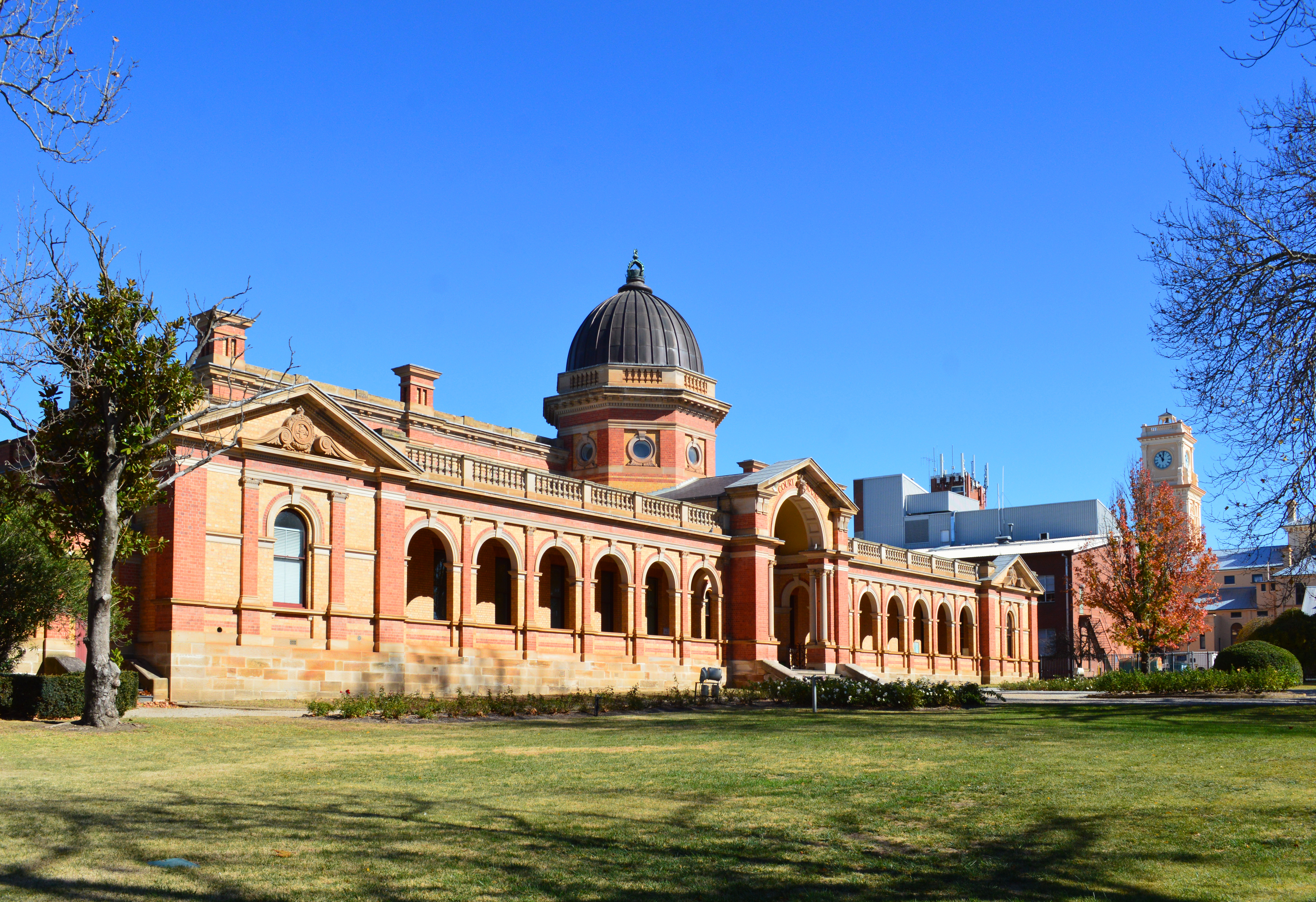
Domstolsbyggnaden Goulburn Court House med posthusets torn till höger 18 maj 2013.

### Administration och politik
Goulburn är säte för kommunen Goulburn Mulwaree. Kommunen bildades 2004 som Greater Argyle genom en sammanslagning av Goulburn City och delar av Mulwaree Shire. Kommunens namn byttes året därpå till Goulburn Mulwaree. Borgmästare är sedan januari 2022 Peter Walker. Under kommunreformen i New South Wales 2016 föreslogs det att Goulburn Mulwaree skulle slås samman med delar av kommunen Palerang. Sammanslagningen kom dock inte att utföras.
Inom New South Wales parlament ingår Goulburn i valkretsen Goulburn. Valkretsen omfattar ett område på drygt 18 827 kvadratkilometer. Ledamot för valkretsen är sedan 23 mars 2019 Wendy Tuckerman. Inom Australiens parlament ingår Goulburn i valkretsen division of Hume. Ledamot för valkretsen är sedan 2013 Angus Taylor. Valkretsen har funnits ända sedan Samväldet Australien bildades 1901. Division of Hume täcker ett område på 17 240 kvadratkilometer.

### Rättsväsen
Domstolsbyggnaden Goulburn Court House tjänar som såväl en Local Court som en District Court. Dessa är första respektive andra domstolsinsats i delstatens rättsväsen, ungefär motsvarande tingsrätt respektive hovrätt. Goulburns första domstol och fängelse anlades 1829–1830. En ny domstolsbyggnad uppfördes 1847–1850 och blev plats för två domstolsinsatser. Goulburns nuvarande domstolsbyggnad uppfördes 1887 och har beskrivits som "en av delstatens mest betydelsefulla byggnader från dess kolonialtid".

## Ekonomi

### Näringsliv
Kommunens bruttoregionprodukt 2020–2021 uppgick till 1,71 miljarder dollar, en ökning med 0,28 miljarder dollar sedan 2000–2001. Kommunen står för 0,27 procent av delstatens bruttoregionprodukt. De största industrisektorerna sett till förädlingsvärde 2020–2021 var bygge (194,7 miljoner dollar, 14,3 procent), vård och samhällstjänster (189,9 miljoner dollar, 13,9 procent), offentlig förvaltning och säkerhet (184,0 miljoner dollar, 13,5 procent) och tillverkning (99,8 miljoner dollar, 7,3 procent).
Detaljhandeln är i huvudsak förlagd till fem kvarter utmed Auburn Street. De flesta som deltog i en undersökning 2014 handlade i närområdet när det var möjligt. Undersökningen visade att de flesta ibland handlade utanför kommunen, detta med anledning av för snävt sortiment. Köpcentren Goulburn Marketplace och Goulburn Square finns också i stadskärnan. Försäljning av skrymmande varor och bilar sker i South Goulburn. Goulburn är sedan 2016 en rättvis handel-stad, den första i regionala Australien.

### Turism

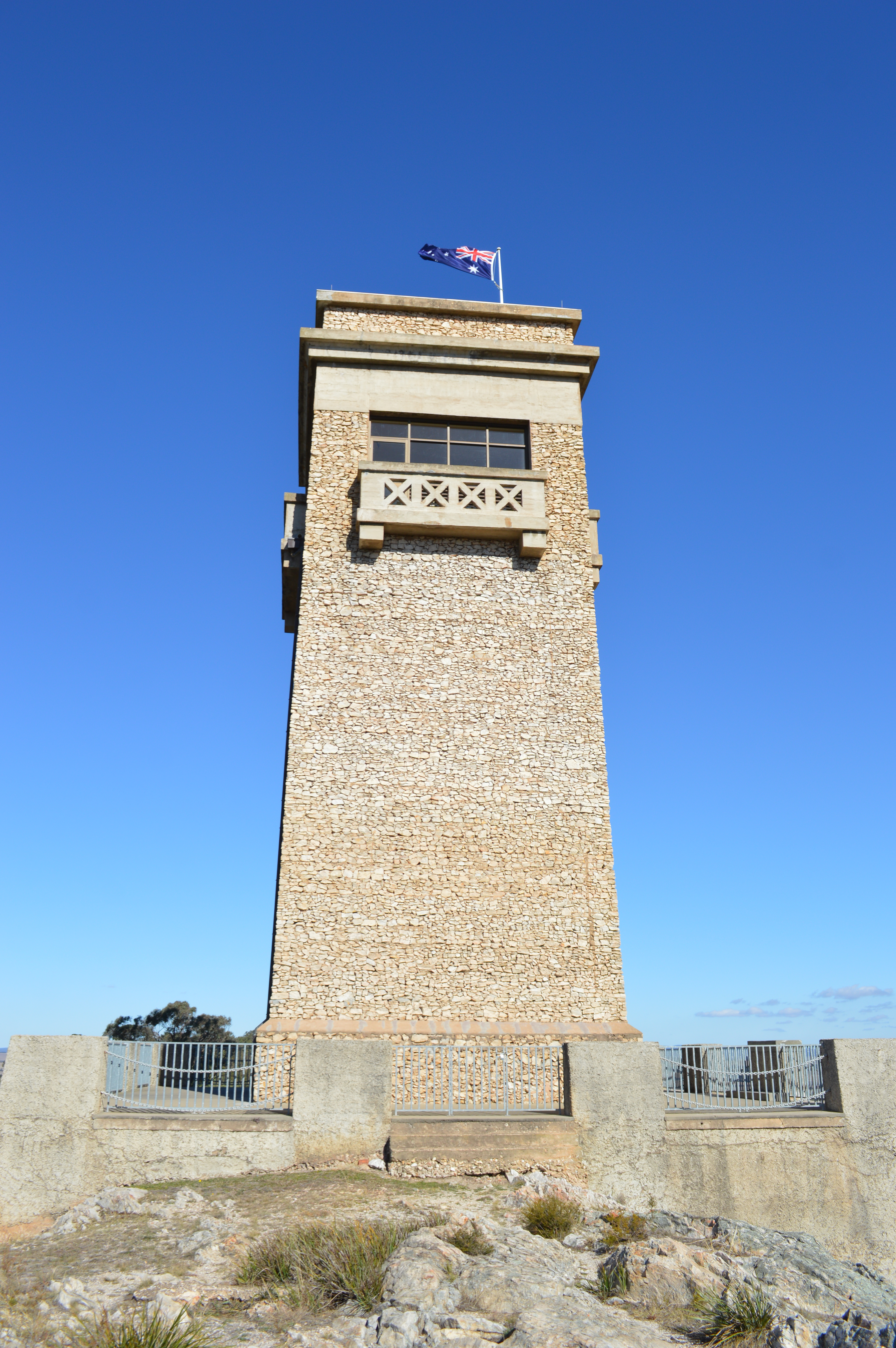
Krigsminnesmärket Rocky Hill War Memorial 18 maj 2013. Museet syns inte i bilden.

Turism i Goulburn Mulwaree grundar sig på bilturism. Kommunen bedriver tre museer i Goulburn, Goulburn Historic Waterworks Museum, Rocky Hill War Memorial and Museum och St Clair Villa Museum & Archives. Goulburn Historic Waterworks Museum består av stadens första vattenverk, uppfört 1883–1885, inklusive dess ursprungliga ångmaskin. Vattenverket har tagits upp i delstatens kulturskyddsregister State Heritage Register. Rocky Hill War Memorial and Museum är ett krigsminnesmärke invigt 1925. Ett museum invigdes två år senare. St Clair Villa Museum & Archives är ett hus som uppfördes mellan 1843 och 1849. Huset uppköptes av kommunen år 1970, och invigdes som museum och forskningscentrum år 1977.
Utöver de av kommunen bedrivna museerna lockar även Big Merino, Goulburn Rail Heritage Centre, Riversdale och stadens kyrkor besökare. Big Merino är en 15,2 meter lång, 18 meter hög betongbagge på ungefär 100 ton. Den invigdes 1985 och vägde då 97 ton. Efter att ha flyttats 2007 uppfördes tre nya ben vilket ökade dess vikt. I grundvåningen finns en souvenirbutik och i andra våningen en ullutställning. Riversdale etablerades som ett gästgiveri på sena 1830-talet. Gården köptes 1875 av kolonins Surveyor-General, Edward Twynam, och förblev familjens egendom fram till 1967. Häststallet på Riversdale uppfördes cirka 1833 och har spekulerats att vara stadens äldsta befintliga stenbyggnad.
I Goulburn anordnas flera evenemang. Bland dessa är de årligt återkommande festivalerna Australian Blues Music Festival med spelningar på flera lokaler i staden, Goulburn Rose Festival och Steampunk Victoriana Fair som äger rum på Goulburn Historic Waterworks Museum. Det hålls även ett antal marknader i staden.

## Infrastruktur

### Kommunikationer
Goulburn är beläget vid järnvägen mellan delstatshuvudstaden Sydney och Albury. Staden betjänas av järnvägsstationen Goulburn Railway Station, som invigdes 27 maj 1869 i samband med anläggningen av järnvägen mellan Sydney och Goulburn. En bibana mot landets huvudstad, Canberra, börjar vid Joppa Junction strax söder om Goulburn. Persontrafik bedrivs dagligen av NSW Trainlink, med tre avgångar mellan Sydney och Canberra och två avgångar mellan Sydney och Melbourne. Utöver denna trafik körs två tåg per vecka mot Griffith. Det finns även flera intercityavgångar varje dag mot Sydney, Campbelltown och Moss Vale med såväl tåg som buss.
Goulburn är cirka 195 kilometer (ungefär drygt 2 timmar) söder om Sydney via väg. Staden var fram till 1992, då förbifarten Goulburn Bypass togs i bruk, belägen på motorvägen Hume Highway. Motorvägen löper mellan Sydney och delstaten Victorias huvudstad Melbourne. Vid Yarra Interchange, 10 kilometer väster om Goulburn, grenar motorvägen Federal Highway av. Denna motorväg löper mot Canberra. Canberra är cirka 95 kilometer (ungefär en timme) söder om Goulburn.
Goulburn har fem busslinjer som betjänar olika stadsdelar och sjukhuset. Sedan december 2008 har Sydneybaserade Punchbowl Bus Company bedrivit denna trafik under namnet PBC Goulburn. Under namnet PBC Crookwell kör bolaget trafik mellan Goulburn och Crookwell. PBC Goulburn bedriver även skolbusstrafik till kringliggande orter.
Goulburn Airport ligger åtta kilometer ifrån staden. Flygplatsen har två banor 1 281 meter respektive 679 meter långa.

### Tekniska försörjningssystem

#### Vatten och avlopp

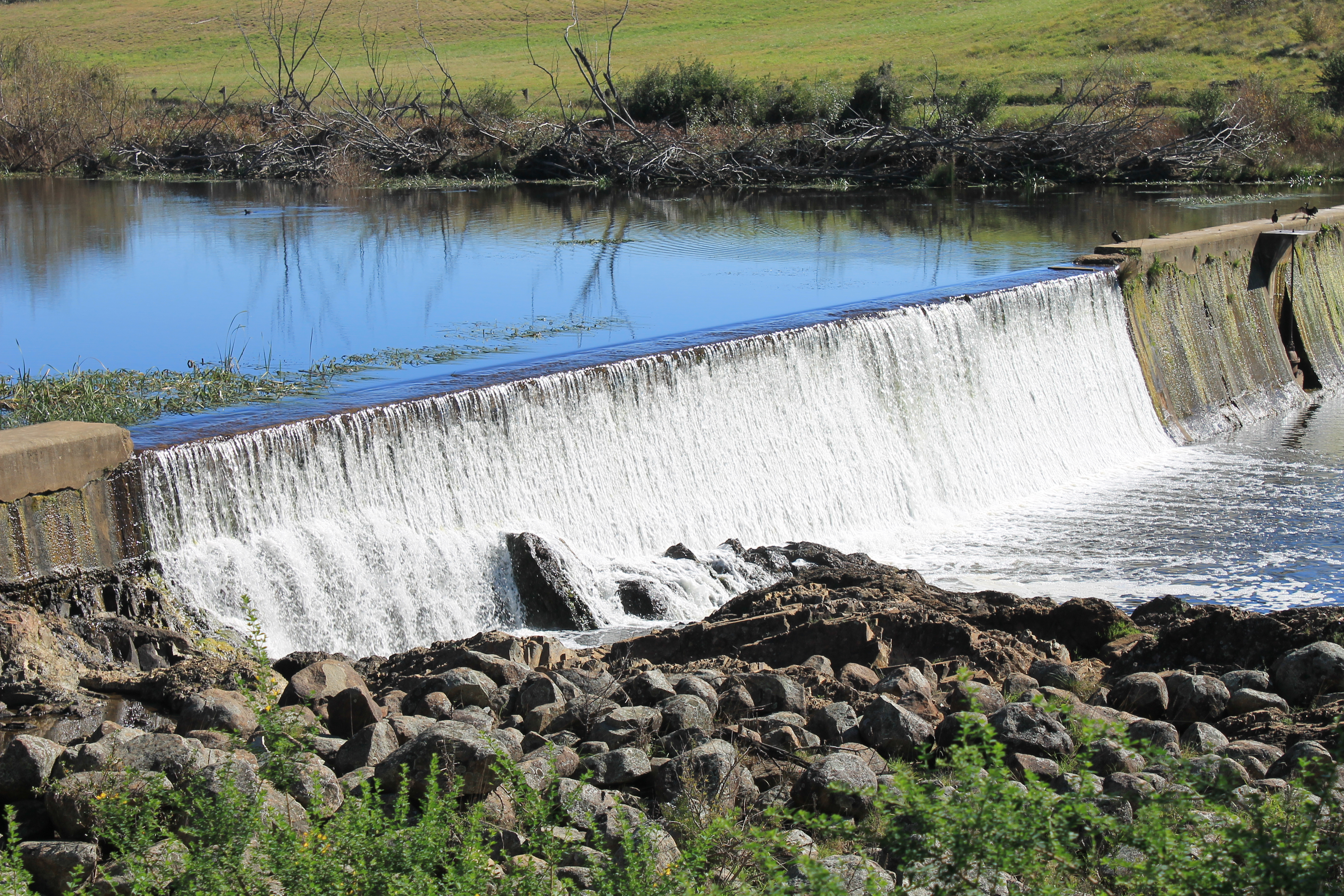
Marsden Weir 27 april 2012.

Tidigt i Goulburns utveckling hämtades vatten från två brunnar utmed floden Mulwaree River. Vattenverket Goulburn Pumping Station med överfallsvärnet Marsden Weir anlades 1883–1885 och togs i bruk 1886. Ett nytt vattenverk togs i bruk 1950 och har sedan dess upprustats flera gånger. Vatten pumpas ur Rossi Weir som matas av två andra vattenreservoarer. År 2007 hade Goulburn efter en torka som varat sedan 2002 mindre än tolv månaders vatten kvar. En konsultfirma tillsammans med delstatens regering beslutade att stadens vattenförsörjning kunde bäst tryggas av en ledning mellan Wingecarribee Reservoir och Goulburn. Ledningen, Highlands Source Pipeline, togs i bruk oktober 2011.
Avloppssystem i Goulburn har föreslagits sedan 1880-talet. Goulburns första reningsverk anlades 1918, och de första tio fastigheterna anslöts till det senast januari 1919. Avloppssystemet består av cirka 298 kilometer ledningar som förbinder fastigheter med Goulburn Wastewater Treatment Plant.

#### Stadsgas och naturgas
Goulburn belystes med stadsgas för första gången 1 november 1879. Tidigare hade fotogen använts för belysning. Goulburn Gas and Coke Company tillverkade gasen i ett gasverk beläget utmed Blackshaw Road nära järnvägskorsningen. Inledningsvis gjordes gas på talg men företaget bytte 1881 till kol som levererades med tåg. En 1 300 kilometer lång gasledning mellan Moomba i South Australia och Wilton i New South Wales anlades 1976 som en del av Moomba to Sydney Pipeline. Ledningen löper genom stadsdelen Kenmore. Goulburn anslöts 18 maj 1980 till ledningen och blev därmed den första inlandsstaden i New South Wales att få tillgång till naturgas.

### Sjukvård
Goulburn ingår i sjukvårdsdistriktet Southern NSW Local Health District. Det finns fyra sjukvårdsanläggningar i Goulburn. Goulburn Base Hospital är ett sjukhus med bland annat en akutmottagning som är öppen dygnet runt och en intensivvårdsavdelning. En utbyggnad på 165 miljoner australiska dollar pågick 2021. Bourke Street Health Service är ett sjukhus som införlivades i Southern NSW Local Health District 2004. Sjukhuset har en onkologiavdelning och an hjärnskadeavdelning.

### Religion och död

#### Religion

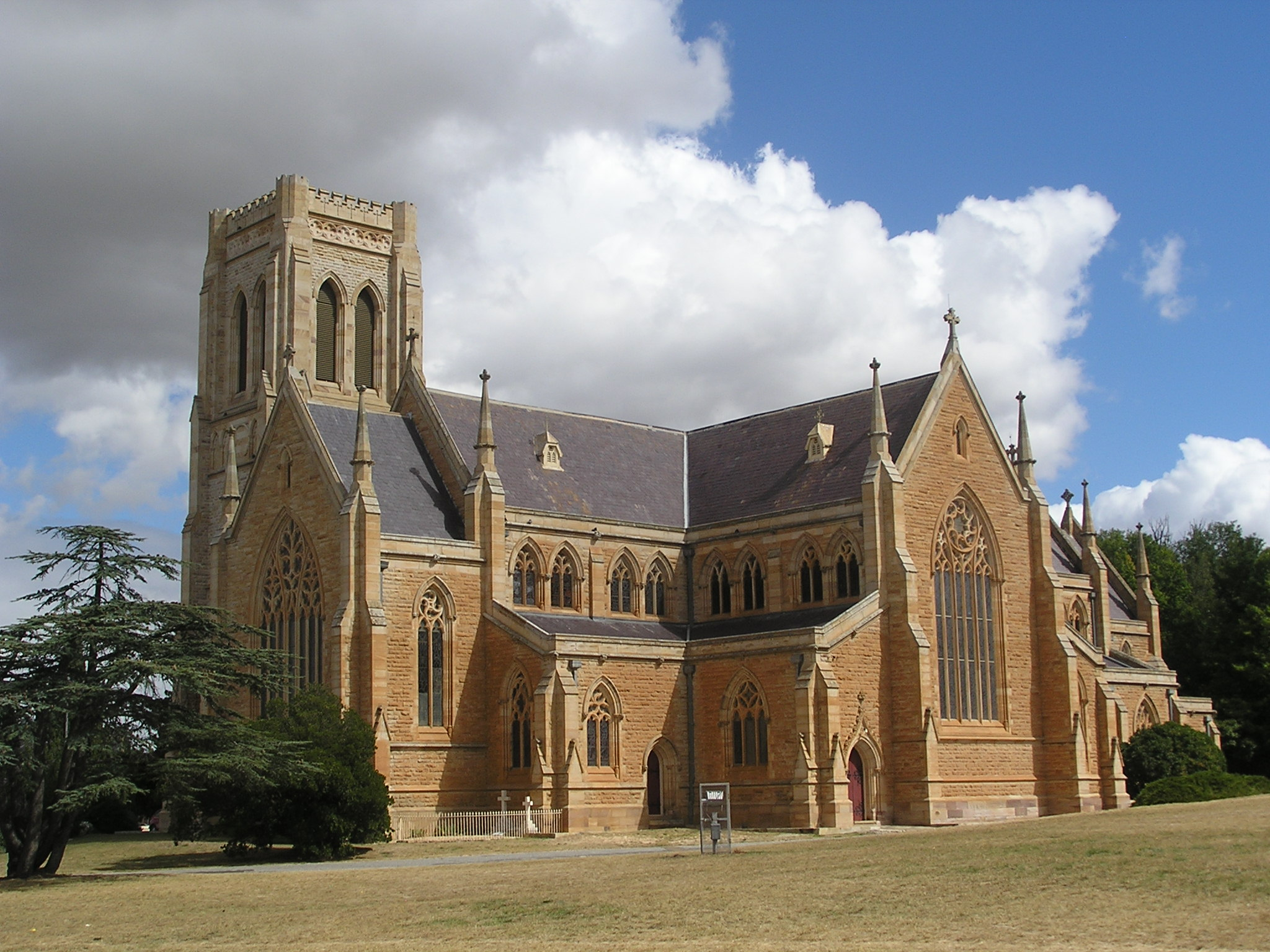
Domkyrkan St Saviour’s Cathedral, i bilden sedd 25 mars 2006, är moderkyrka för det anglikanska stiftet Diocese of Canberra and Goulburn.

Vid folkräkningen 2021 angav 25,2 procent av befolkningen sin tro som katolicism och 20,8 procent anglikanism. Båda överskuggades dock av alternativet "ingen religiös tillhörighet" som angavs av 30,6 procent av befolkningen. Inget svar lämnades av 8,6 procent av befolkningen och 3,0 procent av befolkningen angav att de tillhörde Uniting Church. Jämfört med såväl staten som landet hamnade Goulburn över medel i samtliga kategorier förutom "ingen religiös tillhörighet", där det var under medel.  61,9 procent av Goulburns befolkning säger sig tillhöra ett kristet trossamfund.
Goulburn var tidigare stiftsstad för den katolska kyrkans stift Diocese of Goulburn. Stiftet bildades 17 november 1862 och Saints Peter and Paul's Cathedral tjänade som stiftets moderkyrka. Stiftet ombildades 11 februari 1948 till att bli Archdiocese of Canberra and Goulburn. Det meddelades månaden därpå att en kyrka i Canberra skulle bli stiftets moderkyrka. Det finns två katolska kyrkor i Goulburn.
Goulburn är stiftsstad för den anglikanska kyrkans stift Diocese of Canberra and Goulburn. Stiftet bildades 1863 som Diocese of Goulburn och döptes om 1950 för att återspegla Canberras framväxt som landets huvudstad. Domkyrkan St Saviour’s Cathedral är belägen i Goulburn och är stiftets moderkyrka. Domkyrkan invigdes 1884 och ersatte en tidigare kyrka. Det finns flera anglikanska kyrkor i Goulburn.
Bland andra trossamfund som har byggnader i Goulburn kan nämnas baptistkyrkan, grekisk-ortodoxa kyrkan, Jehovas vittnen, pingstkyrkan, presbyterianska kyrkan, sjundedagsadventisterna, och Uniting Church.

#### Begravningsplatser
Kommunen administrerar två begravningsplatser i Goulburn: Goulburn General Cemetery och Kenmore Cemetery. Det finns även flera privatägda och ej längre använda begravningsplatser i Goulburn. Goulburn General Cemetery ligger vid Governor’s Hill och omfattar 11,95 hektar. Goulburn General Cemetery invigdes 1903 och har avdelningar för bland andra flera kristna torssamfund, icke troende och fattiga. Kenkore Cemetery ligger utmed Middle Arm Road och omfattar 5,7 hektar. Marken för begravningsplatsen köptes 1888 av katolska kyrkan. Anläggningen, med undantag för ett kapell, överfördes till kommunen i april 1998. Kommunen beslutade att döpa om begravningsplatsen från St. Patrick's Cemetery till Kenmore Cemetery, i syfte att återspegla att alla, inte bara katoliker, kunde begravas där. Utöver ett kapell finns även ett krematorium inne på begravningsplatsen.
Goulburns första begravningsplats var St. Saviour's Cemetery, som användes cirka 1830–1937. Begravningsplatsen innehåller ett gravmonument till upptäcktsresenären William Hovell, men det är oklart om han ligger begravd i Goulburn. Stadens andra begravningsplats, Mortis Street Cemetery, har använts sedan cirka 1832. Den stängdes officiellt cirka 1903, men fortsatte att användas fram till 1954. Stadens judiska begravningsplats, Jewish Cemetery, var i bruk 1844–1943. Den omfattar 2 000 kvadratmeter.  Begravningsplatsen är en av endast två särskilda judiska begravningsplatser i delstaten.

### Utbildning
Eftergymnasial utbildning i Goulburn erbjuds genom Tafe New South Wales som har ett campus i staden och delstatens polishögskola – New South Wales Police Force Academy. Polishögskolan har ett samarbete med Charles Sturt University. Tafe-anläggningen hyser även ett Country Universities Centre som erbjuder studielokaler, gratis internetåtkomst och stödtjänster.

## Befolkning

### Demografi
Vid folkräkningen 2021 uppgick Goulburns befolkning till 23 963. Kvinnor utgjorde 50,4 procent av befolkningen och män utgjorde 49,6 procent.  Även på delstats- och landsnivå var det fler kvinnor än män, då kvinnor utgjorde 50,6 procent respektive 50,7 procent. Genomsnittsåldern var 40 år, ett år äldre än såväl delstatens genomsnittsålder och två år äldre än landets genomsnittsålder. Av befolkningen som var minst 15 år fyllda var 42,4 procent formellt gifta, 12,4 procent angav sig att vara i ett förhållande och 45,2 procent var ogifta. Goulburn låg då under medel jämfört med såväl delstaten som landet för andelen formellt gifta och över medel i båda andra kategorier. År 2017 uppskattades antalet förlossningar per kvinna i åldern 15–49 år till mellan 1,00 (i den sydöstra delen av staden), och 2,34 (i den norra delen av staden). Stadens invånare har lägre socioekonomisk status än övriga invånare i kommunen.

#### Migration, minoriteter och språk
Vid folkräkningen 2021 var 83,3 procent av befolkningen född i Australien. Detta var över medel jämfört med delstaten och landet där andelen födda i landet var 65,4 respektive 66,9 procent. Andelen personer som angav att de var aborigin eller torressundöbo var 4,6 procent, vilket ligger över genomsnittet i såväl delstaten som landet. Flest utomlandsfödda kom från England (1,9 procent), Nya Zeeland (1,0 procent), Indien (0,9 procent), Filippinerna (0,7 procent) och Nepal (0,6 procent). Samtliga kategorier låg under delstatens genomsnitt för personer födda i respektive land. Samtliga kategorier förutom personer födda i Nepal låg även under landets genomsnitt för respektive land.
Angående föräldrarnas födelseland var det vanligast att båda föräldrar var födda i Australien (69,9 procent), näst vanligast var att båda föddes utomlands (13,1 procent), sedan att endast fadern kom från utlandet (4,9 procent) och ovanligast var att endast modern kom från utlandet (3,4 procent). Föräldrarnas födelseland angavs inte av 8,6 procent av befolkningen. Jämfört med delstatens och landets genomsnitt låg Goulburn över medel för andelen med båda föräldrar födda i Australien och under medel i samtliga andra kategorier (dock med undantag för personer som inte lämnade svar, där låg Goulburn över medel).
Engelska angavs som det enda språket som talades hemma av 85,5 procent av befolkningen. 740 hushåll (8,0 procent) angav att det talades ett språk annat än engelska hemma. Jämfört med såväl delstaten som landet ligger Goulburn över medel för andelen hushåll där endast engelska talas och under medel för andelen hushåll där ett språk annat än engelska talas. Efter engelska var de vanligaste språken nepali (0,7 procent), mandarin (0,5 procent), malayalam (0,4 procent) och grekiska och panjabi (båda 0,2 procent).

### Befolkningsutveckling
| Befolkningsutvecklingen i Goulburn 1841–2021 | Befolkningsutvecklingen i Goulburn 1841–2021 | Befolkningsutvecklingen i Goulburn 1841–2021 | Befolkningsutvecklingen i Goulburn 1841–2021 | Befolkningsutvecklingen i Goulburn 1841–2021 |
| -------------------------------------------- | -------------------------------------------- | -------------------------------------------- | -------------------------------------------- | -------------------------------------------- |
|                                              |                                              |                                              |                                              |                                              |
| År                                           |                                              |                                              | Folkmängd                                    |                                              |
| 1841                                         | 1841                                         |                                              | 655                                          |                                              |
| 1845                                         | 1845                                         |                                              | 1 200                                        |                                              |
| 1851                                         | 1851                                         |                                              | 1 518                                        |                                              |
| 1856                                         | 1856                                         |                                              | 1 779                                        |                                              |
| 1860                                         | 1860                                         |                                              | 3 241                                        |                                              |
| 1871                                         | 1871                                         |                                              | 4 453                                        |                                              |
| 1881                                         | 1881                                         |                                              | 6 839                                        |                                              |
| 1891                                         | 1891                                         |                                              | 10 916                                       |                                              |
| 1901                                         | 1901                                         |                                              | 10 612                                       |                                              |
| 1911                                         | 1911                                         |                                              | 10 023                                       |                                              |
| 1921                                         | 1921                                         |                                              | 12 715                                       |                                              |
| 1933                                         | 1933                                         |                                              | 14 349                                       |                                              |
| 1947                                         | 1947                                         |                                              | 15 991                                       |                                              |
| 1954                                         | 1954                                         |                                              | 19 193                                       |                                              |
| 1961                                         | 1961                                         |                                              | 20 554                                       |                                              |
| 1966                                         | 1966                                         |                                              | 20 871                                       |                                              |
| 1971                                         | 1971                                         |                                              | 21 606                                       |                                              |
| 1976                                         | 1976                                         |                                              | 21 735                                       |                                              |
| 1981                                         | 1981                                         |                                              | 21 750                                       |                                              |
| 1986                                         | 1986                                         |                                              | 21 552                                       |                                              |
| 1991                                         | 1991                                         |                                              | 21 451                                       |                                              |
| 1996                                         | 1996                                         |                                              | 21 293                                       |                                              |
| 2001                                         | 2001                                         |                                              | 20 846                                       |                                              |
| 2006                                         | 2006                                         |                                              | 20 127                                       |                                              |
| 2011                                         | 2011                                         |                                              | 21 092                                       |                                              |
| 2016                                         | 2016                                         |                                              | 22 419                                       |                                              |
| 2021                                         | 2021                                         |                                              | 23 963                                       |                                              |

## Kultur och sport

### Radio

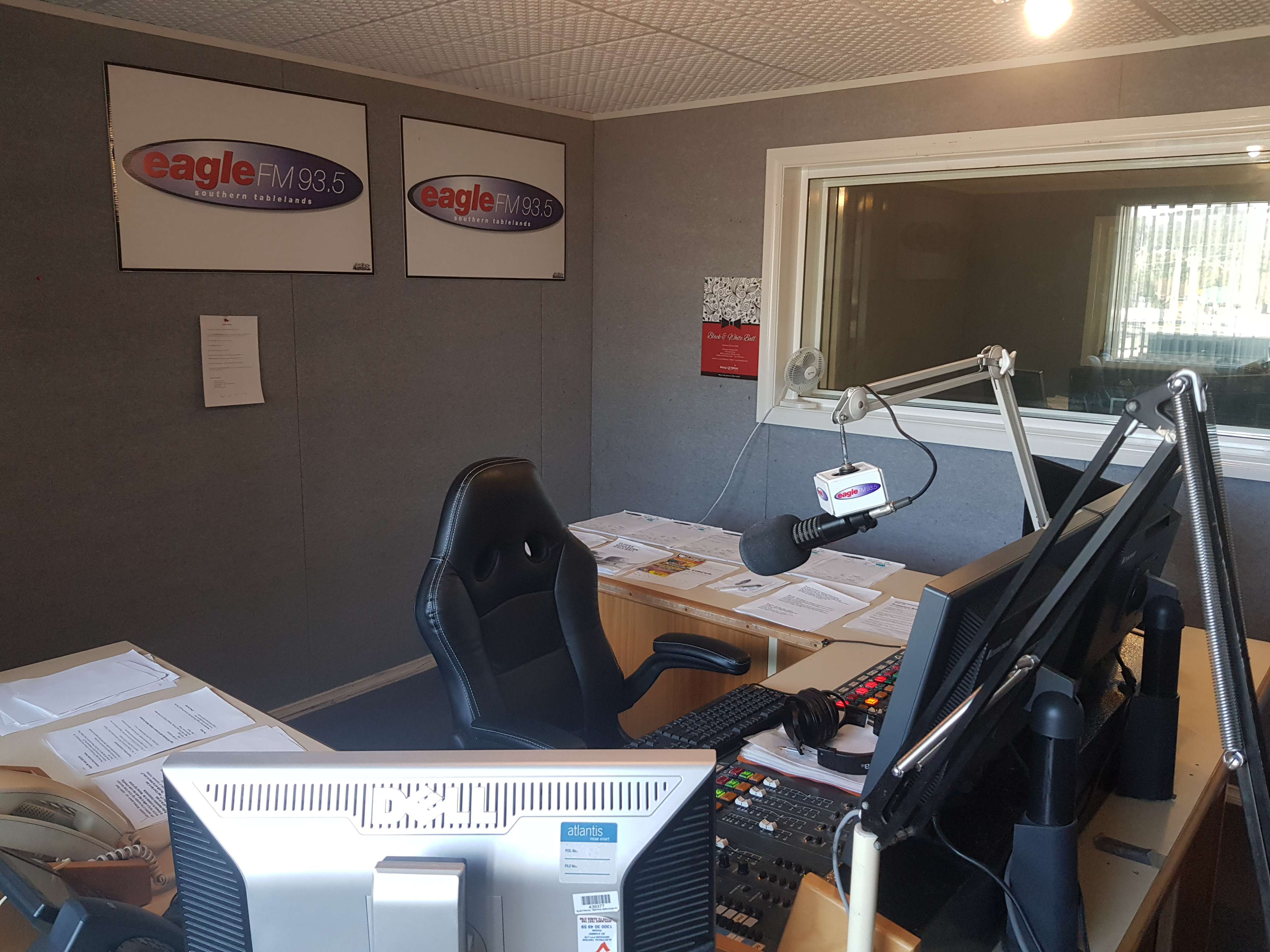
Radiostudio som används av Eagle FM.

Radiosändningar i Goulburn regleras av lagen Licence Area Plan – Goulburn Radio, som också täcker in orterna Braidwood och Crookwell. Enligt lagen tillåts högst 11 radiokanaler i Goulburn varav sex nationella radiokanaler, två lokala kommersiella radiokanaler, två snävradiokanaler och en närradiokanal. År 2022 hade Goulburn fyra radiostationer, inklusive en närradiostation. Dessa är:
- 2GN som började sända 25 januari 1932.[185]
- Eagle FM som började sända 31 januari 1997.[186] 2GN och Eagle FM bedrivs av ett samriskföretag mellan Capital Radio Network och Grant Broadcasters.[187]
- Kix Country är en nationell radiokanal med fokus på countrymusik.[188]
- Närradiostationen Ram FM hette tidigare 2GCR och grundades 1987.[189][190] Den började sända 1 september samma år.[191]

### Konstarter
Lieder Theatre Company grundades 1891 och är, enligt egen utsago, Australiens äldsta teatersällskap med oavbruten verksamhet. Teaterpjäser framförs i Lieder Theatre, som uppfördes 1929 av sällskapet på platsen där de sedan 1908 hade en replokal. Sällskapet har även en ungdomsavdelning, The Lieder Youth Theatre Company.
Goulburn har haft flera teatersällskap med inriktning på musikaler, bland dem Argyle Society och Goulburn Musical Society. De båda sällskapen var dock upplösta när ett nytt teatersällskap, The Rocky Hill Musical Group bildades i januari 2016. En ny lokal för scenkonst, Goulburn Performing Arts Centre, invigdes 25 mars 2022. Lokalen består dels av en ombyggnation av det tidigare kommunhuset och dels av nybyggnation.
Det har funnits flera biografer i staden, bland andra Lilac City Cinema, Odeon och Ritz. Efter televisonens tillkomst, med sändningar från Canberra och Wollongong, stängdes Odeon 1966 och fem år senare stängdes även Ritz. Flera filmer har delvis spelats in i Goulburn, bland andra Hacksaw Ridge (2016) och Hobby Farm (2011).

### Sport
Kommunen har hand om åtta sportanläggningar i staden som arrangerar tävlingar inom bland annat australiensisk fotboll, fotboll kricket, nätboll, rugby league och rugby union. Goulburn Rugby Club, som grundades 1872, är landets äldsta rugbyklubb. Goulburn var startplats för cykeltävlingen Goulburn to Sydney Cycling Classic, som kördes med några avbrott från 1902 till 2012. Goulburn Speedway, en dirttrackbana som arrangerar racingtävlingar, invigdes 28 juni 1971. Bilsportsgrenen Legend Cars Australia har sitt säte i Goulburn, efter att ha flyttat från Bungendore. Racerbanan Wakefield Park Raceway invigdes november 1994 och ligger cirka 11 kilometer söder om Goulburn.